# Fajjúm
Fajjúm (arabsky: الفيوم) je město ve středním Egyptě, hlavní město stejnojmenného guvernorátu. Nachází se asi 130 km jižně od Káhiry. Ve městě je několik mešit a lázní, jednou týdně se zde pořádá hojně navštěvovaný trh.
Město je známo především díky nálezům pohřebních masek z doby římské nadvlády v Egyptě, tzv. fajjúmských mumiových portrétů.